# Shaunkh

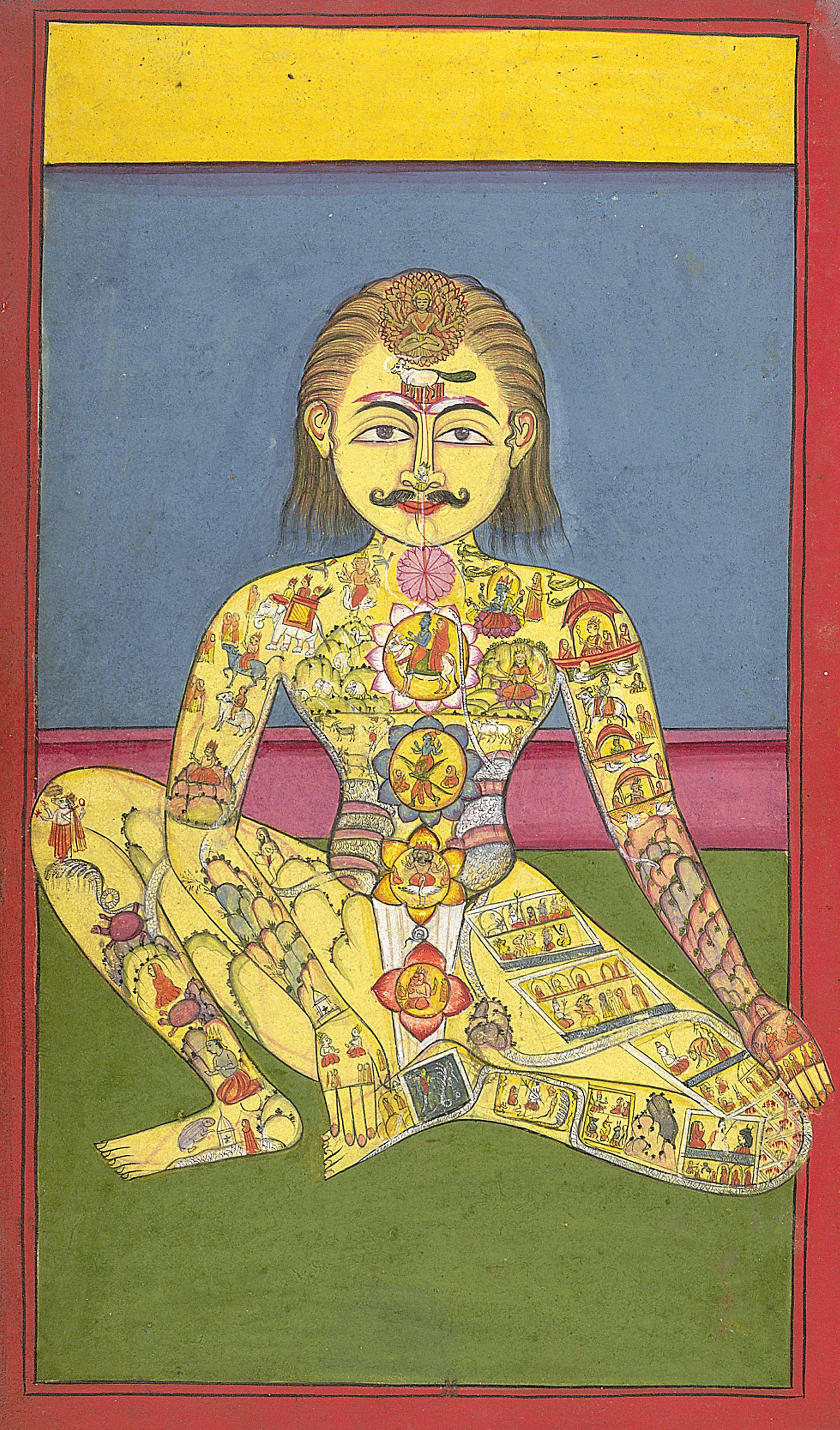
Oude Tibetaanse kaart met de 7 Chakra's en de belangrijkste marmapunten.

Shaunkh (Shaunkh-punt) is een marmapunt gelegen op het hoofd. Marmapunten worden in Oosterse filosofieën gebruikt bij massage, yoga, reflexologie en reiki. Men gelooft dat een marmapunt op een nadi ligt en zo een uitwerking kan hebben op een bepaald lichaamsdeel, proces of emotie
Shaunkh is gelegen op het het laagste punt van de slaap (zijkant hoofd). Dit punt heeft invloed op het horen (zowel fysiek, energetisch als in "achter de woorden kunnen luisteren").

## Overige marmapunten
Naar schatting zijn er 62.000 marmapunten in het lichaam. De belangrijkste 52 zijn: